# Sierra (winkel)
Sierra Trading Post, Inc., handelend onder de naam Sierra, is een online en fysieke winkel die afgeprijsde artikelen verkoopt en wordt geëxploiteerd door TJX Companies. Het bedrijf uit Framingham, Massachusetts, biedt producten aan in categorieën zoals buitenrecreatie, fitness- en avontuuruitrusting en kleding, naast schoenen, kleding en woningdecoratie. In november 2022 had Sierra 78 winkels en een online shop. Het bedrijf verkoopt producten van ongeveer 3.000 bekende merken.
Sierratradingpost.com werd in december 1998 gelanceerd en werd in 2004 opgenomen in de "Internet Retailer Top 400 List" en in 2005, 2006, 2007, 2010 en 2011 in de "Top 500".

## Geschiedenis
Sierra Trading Post werd in 1986 in Reno, Nevada opgericht en had daar tot 1992 haar hoofdkantoor. Het oorspronkelijke bedrijf had 46 m² kantoorruimte. De bestaande winkels hebben gemiddeld 1.700 m² vloeroppervlak.
Op 12 januari 2009, tijdens de financiële crisis, ontsloeg het bedrijf ongeveer 130 werknemers in de winkel en outlet (en het distributiecentrum) in Cheyenne. 
In december 2012 werd het bedrijf overgenomen voor een geschatte $200 miljoen door TJX Companies, gevestigd in Framingham, Massachusetts. TJX verkortte later de naam "Sierra Trading Post" tot Sierra.

## Catalogi
De eerste catalogus bevatte 16 pagina's met met de hand getekende koopwaar, gedrukt in duotone. Sinds december 2017 wordt er geen catalogi meer uitgegeven.

## Winkels
Het bedrijf exploiteert fysieke winkels in de Verenigde Staten. Omdat een winkel onderdeel is van de TJX-groep, bevindt deze zich vaak in de buurt van of in een HomeGoods-, TJ Maxx- of Marshalls-winkel in hetzelfde winkelcentrum.